# Єпурень (комуна)
Єпурень, Єпурені (рум. Epureni) — комуна у повіті Васлуй в Румунії. До складу комуни входять такі села (дані про населення за 2002 рік):
- Єпурень (1070 осіб)
- Бирлелешть (789 осіб)
- Бурсуч (920 осіб)
- Хорга (473 особи)

Комуна розташована на відстані 246 км на північний схід від Бухареста, 45 км на південь від Васлуя, 104 км на південь від Ясс, 91 км на північ від Галаца.

## Населення
За даними перепису населення 2002 року у комуні проживали 3252 особи, усі — румуни. Усі жителі комуни рідною мовою назвали румунську.
Склад населення комуни за віросповіданням:
| Релігія            | Кількість осіб | Відсоток |
| ------------------ | -------------- | -------- |
| православні        | 3230           | 99,3%    |
| адвентисти         | 9              | 0,3%     |
| не вказали релігію | 10             | 0,3%     |